# Promachus obscuripes
Promachus obscuripes là một loài ruồi trong họ Asilidae. Promachus obscuripes được Ricardo miêu tả năm 1920. Loài này phân bố ở vùng nhiệt đới châu Phi.